# Fundación Robert F. Kennedy Human Rights
Robert F. Kennedy Human Rights (anteriormente conocido como el Centro Robert F. Kennedy para la Justicia y los Derechos Humanos, o Centro RFK ) es una organización 501(c)(3) estadounidense sin fines de lucro en defensa de los Derechos Humanos.  Fue nombrada en honor al senador de los Estados Unidos Robert F. Kennedy en 1968, unos meses después de su asesinato. La organización de abogados, defensores, empresarios y escritores está dedicada a crear un mundo más justo y pacífico, trabajando junto con activistas locales para garantizar un cambio positivo duradero en gobiernos y corporaciones. También promueve la defensa de los Derechos Humanos a través de su Premio RFK de Derechos Humanos, y apoya a los periodistas y autores de investigación a través de los Premios RFK de Periodismo y del Libro. Tiene su sede en Nueva York y Washington D. C.

## Historia
El "Robert F. Kennedy Memorial" se estableció originalmente como una organización sin fines de lucro en Washington D. C., en octubre de 1968. La familia y los amigos de Kennedy buscaron conmemorar el servicio público de Robert Kennedy luego de su asesinato el 5 de junio de 1968 en Los Ángeles, California. Fred Dutton, un viejo amigo y aliado de Kennedy, fue nombrado director ejecutivo, y Peter B. Edelman, un miembro del personal senatorial de Kennedy, se convirtió en un director asociado. El presidente del comité ejecutivo fue el exsecretario de Defensa de EE. UU., Robert S. McNamara.
El monumento fue anunciado durante una conferencia de prensa en Hickory Hill en McLean, Virginia, el martes 29 de octubre de 1968. El hermano de Kennedy, Ted, dirigió la conferencia de prensa y afirmó que la organización sería un "monumento viviente" que trabajaría en áreas de pobreza, delincuencia y educación en Estados Unidos. Continuó diciendo que el monumento sería "un programa orientado a la acción que creemos que continuará llevando sus preocupaciones, sus acciones, sus esfuerzos para trabajar en muchos de los problemas de este país que no tienen solución". Se le unieron en la conferencia de prensa sus hermanas, Patricia Kennedy Lawford y Jean Kennedy Smith, así como docenas de amigos y ayudantes de la familia Kennedy.
La viuda de Kennedy, Ethel, no asistió a la conferencia de prensa, pero estaba cerca, en una habitación del segundo piso de Hickory Hill por orden del médico, esperando el nacimiento de su undécimo hijo. Ella emitió un comunicado diciendo que la familia y los amigos de su esposo esperaban que la conmemoración de Robert F. Kennedy llevara adelante los ideales por los que él trabajó durante su vida: "Él quería alentar a los jóvenes y ayudar a los desfavorecidos y discriminados tanto aquí como en el extranjero, y él quería promover la paz en el mundo. Estos serán los objetivos del monumento.” 
El monumento y otros proyectos iniciados en memoria de Kennedy pasaron a llamarse colectivamente "Robert F. Kennedy Human Rights". 

## Labor en España
En 2019 Kerry Kennedy fundó una división española de la entidad en Madrid. María Díaz de la Cebosa fue nombrada presidenta de la nueva división RFK Human Rights España. La entidad enfoca su actividad en tres áreas principales: formación para profesores y educadores, educación en Derechos Humanos (niños desde 5 años, jóvenes y adultos) y la obra de teatro Voces desde la Oscuridad, basada en el libro Speak Truth to Power, escrito por Kerry Kennedy, orientada a concienciar al público sobre la importancia del respeto por los Derechos Humanos y la justicia. 
Existen también divisiones en Reino Unido, Suiza, Grecia e Italia

## Premios

### Premio de Derechos Humanos
El Premio de Derechos Humanos Robert F. Kennedy fue creado en 1984 para honrar a las personas de todo el mundo que muestran valor y han hecho una contribución significativa a los derechos humanos en su país.
Además de recibir un premio económico, los laureados trabajan con la organización en proyectos relacionados con los derechos humanos. Desde 1984, se han otorgado premios a 43 personas y organizaciones de 25 países diferentes. El premio de 2009 fue presentado por el presidente Barack Obama.  En 2009, RFK Human Rights inició una asociación con el Centro de Derecho Internacional de California (CILC) en la Facultad de Derecho Davis de la Universidad de California, centrándose en la crisis en Darfur. En 2018, la presidenta Kerry Kennedy estableció una sede de RFK Human Rights en España, nombrando como responsable y Presidenta de la división española a María Díaz de la Cebosa, presidenta de CIS University,  con el objetivo de aumentar el número de personas con acceso a la educación en Derechos Humanos en centros educativos de las comunidades autónomas.

#### Laureados
| Año  | Laureado                                      | País u organización  |
| ---- | --------------------------------------------- | -------------------- |
| 2022 | Maximilienne C. Ngo Mbe                       | Camerún              |
| 2022 | Felix Agbor Nkongho (Balla)                   | Camerún              |
| 2021 | Guerline Jozef                                | Estados Unidos       |
| 2020 | Alessandra Korap Munduruku                    | Brasil               |
| 2019 | La Unión del Pueblo Entero                    | Estados Unidos       |
| 2019 | Angry Tías & Abuelas of the Río Grande Valley | Estados Unidos       |
| 2019 | Detained Migrant Solidarity Committee         | Estados Unidos       |
| 2018 | Color of Change                               | Estados Unidos       |
| 2018 | International Indigenous Youth Council        | Estados Unidos       |
| 2018 | March For Our Lives                           | Estados Unidos       |
| 2018 | United We Dream                               | Estados Unidos       |
| 2017 | Alfredo Romero                                | Venezuela            |
| 2016 | Just Leadership USA                           | Estados Unidos       |
| 2016 | Andrea C. James                               | Estados Unidos       |
| 2015 | Natalia Taubina                               | Rusia                |
| 2014 | Adilur Rahman Khan                            | Bangladés            |
| 2013 | Ragia Omran                                   | Egipto               |
| 2012 | Librada Paz                                   | Estados Unidos       |
| 2011 | Frank Mugisha                                 | Uganda               |
| 2010 | Abel Barrera Hernández                        | México               |
| 2009 | Magodonga Mahlangu                            | Zimbabue             |
| 2009 | Women of Zimbabwe Arise                       | Zimbabue             |
| 2008 | Aminatou Haidar                               | Sahara Occidental    |
| 2007 | Mohammed Ahmed Abdallah                       | Sudán                |
| 2006 | Sonia Pierre                                  | República Dominicana |
| 2005 | Stephen Bradberry                             | Estados Unidos       |
| 2004 | Delphine Djiraibe                             | Chad                 |
| 2003 | Coalition of Immokalee Workers                | Estados Unidos       |
| 2002 | Loune Viaud                                   | Haití                |
| 2001 | Darci Frigo                                   | Brasil               |
| 2000 | Martin Macwan                                 | India                |
| 1999 | Michael Kpakala Francis                       | Liberia              |
| 1998 | Berenice Celeyta                              | Colombia             |
| 1998 | Gloria Flórez                                 | Colombia             |
| 1998 | Jaime Prieto                                  | Colombia             |
| 1997 | Sezgin Tanrikulu                              | Turquía              |
| 1997 | Senal Sarihan                                 | Turquía              |
| 1996 | Anónimo                                       | Sudán                |
| 1996 | Nguyen Dan Que                                | Vietnam              |
| 1995 | Kailash Satyarthi                             | India                |
| 1995 | Doan Viet Hoat                                | Vietnam              |
| 1994 | Wei Jingsheng                                 | China                |
| 1994 | Ren Wanding                                   | China                |
| 1993 | Bambang Widjojanto                            | Indonesia            |
| 1992 | Chakufwa Chihana                              | Malaui               |
| 1991 | Avigdor Feldman                               | Israel               |
| 1991 | Raji Sourani                                  | Estado de Palestina  |
| 1990 | Amilcar Mendez Urizar                         | Guatemala            |
| 1989 | Fang Lizhi                                    | China                |
| 1988 | Gibson Kamau Kuria                            | Kenia                |
| 1987 | Kim Geun-tae                                  | Corea del Sur        |
| 1987 | In Jae-keun                                   | Corea del Sur        |
| 1986 | Zbigniew Bujak                                | Polonia              |
| 1986 | Adam Michnik                                  | Polonia              |
| 1985 | Allan Boesak                                  | Sudáfrica            |
| 1985 | Beyers Naude                                  | Sudáfrica            |
| 1985 | Winnie Madikizela-Mandela                     | Sudáfrica            |
| 1984 | CoMadres                                      | El Salvador          |

### Premio del Libro
El Premio del Libro Robert F. Kennedy fue fundado en 1980, con las ganancias de la biografía de Arthur Schlesinger, Jr., Robert Kennedy and His Times. Cada año, la organización otorga un premio al libro que "refleje de la manera más fiel y contundente los propósitos de Robert Kennedy: su preocupación por los pobres y los desvalidos, su lucha por una justicia honesta e imparcial, su convicción de que una sociedad decente debe garantizar a todos jóvenes una oportunidad justa, y su fe en que una democracia libre puede actuar para remediar las disparidades de poder y oportunidad". 

#### Ganadores
- 2022 - The Sum of Us: What Racism Custs Everyone y How We Can Prosper Together por Heather McGhee y America on Fire por Elizabeth Hinton
- 2021 - República indigna: el despojo de los nativos americanos y el camino hacia el territorio indio por Claudio Saunt
- 2020 - Morir de blancura: cómo la política del resentimiento racial está acabando con el corazón de Estados Unidos por Jonathan Metzl
- 2019 - Prisión estadounidense: el viaje encubierto de un reportero al negocio del castigo por Shane Bauer
- 2018 – No es un crimen ser pobre: La criminalización de la pobreza en Estados Unidos por Peter Edelman / La sangre de Emmett Till por Timothy Tyson
- 2017 - Desalojado: pobreza y ganancias en la ciudad estadounidense por Matthew Desmond
- 2016 - Una vez en una gran ciudad: una historia de Detroit por David Maraniss
- 2015 – Las cruzadas de César Chávez por Miriam Pawel
- 2014 – The Great Dissent por Thomas Healy y un reconocimiento especial a March: Book One por John Lewis, Andrew Aydin y Nate Powell
- 2013 – El precio de la desigualdad por Joseph Stiglitz
- 2012 - La cascada de la justicia por Kathryn Sikkink
- 2011 - La gran apuesta por Michael Lewis
- 2010 - Injusticia ordinaria por Amy Bach
- 2009 - El lado oscuro de Jane Mayer
- 2008 - Bajando por Jericho Road por Michael Honey
- 2007 - El gran diluvio por Douglas Brinkley
- 2006 - Espejo a América por John Hope Franklin
- 2005 - Tiempos peligrosos por Jeffrey Stone y Todos somos iguales por Jim Wooten
- 2004 - Castigo definitivo por Scott Turow
- 2003 - A manos de personas desconocidas por Philip Dray y Un problema del infierno por Samantha Power
- 2002 - Patriotas estadounidenses por Gail Buckley
- 2001 - Sin santuario de James Allen y Sangre de los liberales por George Packer
- 2000 - Mandela: la biografía autorizada por Anthony Sampson y No Shame in My Game por Katherine Newman
- 1999 - Caminando con el viento por John Lewis y Michael D'Orso
- 1998 - Race, Crime and the Law por Randall Kennedy y The Soldiers' Tale de Samuel Hynes
- 1997 - Peor que la esclavitud por David M. Oshinsky
- 1996 - Evidencia circunstancial: muerte, vida y justicia en una ciudad del sur por Pete Earley, y La política de la ira: George Wallace, los orígenes del nuevo conservadurismo y la transformación de la política estadounidense por Dan T. Carter
- 1995 - Habla ahora contra el día por John Egerton
- 1994 - Taming the Storm: The Life and Times of Judge Frank M. Johnson, Jr., and the South's Fight Over Civil Rights por Jack Bass, y un reconocimiento especial a Herbert Block por Herblock: A Cartoonist's Life
- 1993 - Earth in the Balance: Ecology and the Human Spirit por el vicepresidente Al Gore
- 1992 - Orando por Sheetrock por Melissa Fay Greene
- 1991 - The Long Haul por Myles Horton y Herbert y Judith Kohl, y The Burning Season: The Murder of Chico Mendes and the Fight for the Amazon Rain Forest por Andrew Revkin
- 1990 - Entre escolares por Tracy Kidder y Big Sugar por Alec Wilkinson
- 1989 - A Bright Shining Lie por Neil Sheehan y Rachel and Her Children por Jonathan Kozol
- 1988 - Beloved por Toni Morrison y Song in a Weary Throat por Pauli Murray
- 1987 - Llevando la cruz: Martin Luther King, Jr. y la Conferencia de Liderazgo Cristiano del Sur por David J. Garrow
- 1986 - Common Ground: A Turbulent Decade in the Lives of Three American Families por J. Anthony Lukas, y Reaping the Whirlwind: The Civil Rights Movement in Tuskegee por Robert Norrell
- 1984 - Hijos de la guerra por Roger Rosenblatt
- 1983 - Que suene la trompeta: La vida de Martin Luther King, Jr. por Stephen B. Oates
- 1982 - Los salvadores de niños por Peter S. Prescott
- 1981 - Civilidades y derechos civiles: Greensboro, Carolina del Norte y la lucha negra por la libertad por William Chafe

### Premio de Periodismo
El Premio de Periodismo Robert F. Kennedy fue establecido en 1968 por un grupo de reporteros que cubrían la campaña presidencial de Kennedy y "honra a quienes informan sobre temas que reflejan las preocupaciones de Kennedy, incluidos los derechos humanos, la justicia social y el poder de la acción individual en los Estados Unidos y en todo el mundo".  Las entradas incluyen ideas sobre las causas, condiciones y remedios de la injusticia y un análisis crítico de las políticas públicas, los programas, las actitudes y los esfuerzos privados relevantes.
Dirigido por un comité de seis periodistas independientes, los premios son juzgados por más de cincuenta periodistas cada año. Entre los ganadores anteriores se incluye a la presentadora de noticias mundiales Diane Sawyer.